# Пивне
Пивне — заповідне урочище місцевого значення. Об'єкт розташований на території Старосалтівської селищної громади Чугуївського району Харківської області, Старосалтівське лісництво, квартали 4, 5.
Площа — 142 га, статус отриманий у 1984 році.
Охороняється ділянка дубового лісу у балці, де бере початок річка Непокрита. Ліс має природне паросткове та штучне (лісові культури) походження. Крім дуба звичайного зростають клен, в'яз, липа серцелиста. На окремих ділянках домінує вільха чорна. Урочище виконує ґрунтозахисні та водоохоронні функції.